# دشت بلنغ (طسوج)
دشت بلنغ (بالفارسية: دشت‌پلنگ) هي قرية تقع في إيران في Tasuj Rural District. يقدر عدد سكانها بـ 167 نسمة بحسب إحصاء 2016.